# Gobius kolombatovici
Gobius kolombatovici — вид риб з родини бичкових (Gobiidae). Демерсальна, морська риба, сягає 9,2 см довжиною. Мешкає на глибинах 15-38 м в північній Адріатиці.